# Liolaemus aureum
Liolaemus aureum — вид ігуаноподібних ящірок родини Liolaemidae. Ендемік Чилі. Описаний у 2018 році.

## Поширення й екологія
Liolaemus aureum відомі з типової місцевості, що лежить поблизу вулкана Копауе в регіоні Біобіо, на висоті 2017 м над рівнем моря.